# Alicia Silverstone
Alicia Silverstone (San Francisco, California, 4 de octubre de 1976) es una actriz estadounidense. Hizo su debut cinematográfico en The Crush (1993), y ganó más reconocimiento como ídolo adolescente cuando apareció a la edad de 17 años en el video musical de la canción Crazy, de Aerosmith. Protagonizó la exitosa comedia adolescente Clueless (1995), que le valió un contrato multimillonario con Columbia Pictures, y también apareció en la película de gran presupuesto Batman & Robin (1997), interpretando a Batgirl.

## Primeros años
Alicia Silverstone nació en San Francisco, California, hija de Deirdre "Didi" Radford, una ex-azafata de vuelo de Pan Am escocesa, y Monty Silverstone, un agente de bienes raíces inglés. Ella creció en Hillsborough, California. Su padre es de ascendencia judía y su madre se convirtió al judaísmo antes del matrimonio, y ella tuvo una ceremonia de Bat Mitzvah. Comenzó a modelar cuando tenía seis años, y posteriormente hizo anuncios de televisión, la primera fue Domino's Pizza. Asistió a Crocker Middle School y luego a San Mateo High School.

## Carrera

### Años 1990
Alicia obtuvo un papel principal en la película de 1993 The Crush, interpretando a una adolescente que decide conquistar a un hombre mayor para arruinarlo, después de sufrir un desencanto romántico; por este papel, ganó un premio 1994 MTV Movie Awards en la categoría Mejor Revelación y Mejor Villana. Silverstone se emancipó legalmente a los 15 años para poder trabajar todas las horas que requería el rodaje de la película. También en 1993 participó en la audición para el papel protagonista como Angela Chase en la serie de ABC My So-Called Life, pero Claire Danes fue finalmente elegida para el papel. Alicia hizo también películas para televisión a principios de su carrera, incluyendo Torch Song, Cool and the Crazy y Scattered Dreams.
Después de verla en The Crush, Marty Callner decidió que sería perfecta para el video musical que estaba dirigiendo para la banda Aerosmith, llamado "Cryin'" en 1994, al que luego le siguieron los videos "Amazing" y "Crazy". Las canciones tuvieron mucho éxito tanto para la banda como para Silverstone, precipitándola a la fama. Además, la directora Amy Heckerling vio los videos, tras lo cual decidió contratarla para la película Clueless que se convirtió en un éxito muy bien recibido por la crítica en el verano boreal de 1995. La actuación de Silverstone fue elogiada, y fue marcada como la representante de una generación joven emergente. Como resultado, firmó un contrato con Columbia-TriStar de 10 millones de dólares. Silverstone también ganó los premios de "Mejor Actuación Femenina" y "Actriz Más Atractiva" en los premios MTV Movie Awards de 1996 por su participación en la película. El mismo año, Silverstone protagonizó otras películas, incluyendo el thriller The Babysitter, una adaptación de la novela de Dean Koontz, Hideaway y el drama francés New World.
El papel siguiente de Silverstone fue como Batgirl en Batman & Robin, que no fue ningún éxito de crítica ni de taquilla en los Estados Unidos. Durante el rodaje del film, la actriz llegó a subir varios kilos de peso, razón por la que tuvieron algunos problemas en el momento de que ella realizara sus tomas puesto que la personaje de Batgirl se caracterizaba por ser delgada, contrastando con la engordada figura que lucía Silverstone en ese tiempo. Silverstone ganó un premio Razzie por Peor Actriz de Reparto. Después sufrió  mala prensa por haber atropellado a un peatón con su vehículo en un paso de peatones. En total, la película recaudó $238,207,122 y fue un éxito de taquilla alrededor del mundo, aunque no en EE. UU. Alicia protagonizó también la película de 1997 Excess Baggage, la cual fue la primera película producida por su compañía, First Kiss Productions. En la película, Silverstone interpretaba a una chica rica que falsifica su propio secuestro para llamar la atención de su padre. Aunque no fue tan duramente criticada como Batman & Robin, la película no tuvo el éxito de Clueless. En la película también participan Benicio del Toro y Christopher Walken.
Silverstone continuaría su carrera de Batgirl, tras haber estado en otras dos secuelas de Batman, pero estas nunca salieron al cine, porque Batman Triumphant fue cancelada.
Sobre el final de los '90, Alicia fue nominada para los Premios Saturn por su actuación en la comedia romántica Blast from the Past, coprotagonizada por Brendan Fraser, Christopher Walken y Sissy Spacek.

### Años 2000

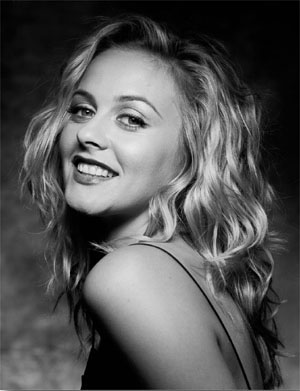
Retrato de Alicia Silverstone en 2005.

Silverstone apareció también en la adaptación cinematográfica de Kenneth Branagh de la obra de Shakespeare Love's Labour's Lost en 2000, en la cual tuvo que bailar y cantar. En 2001, Silverstone grabó la voz de Sharon Spitz, el personaje principal en la serie televisiva canadiense animada Braceface. Durante este periodo, hizo las películas Global Heresy y Scorched. Tras desaparecer del ojo público por unos años, en 2003 resurgió en el programa televisivo de la NBC Miss Match, el cual fue cancelado luego de 18 episodios. Silverstone más tarde se dio cuenta de que odia los reveses de la fama. Según ella, «la fama no es algo que le desearía a alguien. Comienzas a actuar porque eso es lo que te gusta. Luego llega el éxito, y repentinamente ya no estás en carrera».
Luego de Miss Match en 2003, hizo un episodio piloto para una serie de FOX llamado Queen B, en el cual interpretaría a una reina de graduación llamada Beatrice (Bea), quien se había dado cuenta de que el mundo real no era como la escuela secundaria.
En 2004, personificó a la villana Heather Jasper How, una reportera algo mentirosa, junto a Freddie Prinze Jr., Sarah Michelle Gellar, Matthew Lillard, Linda Cardellini y Neil Fanning en el filme Scooby Doo 2: Monstruos Sueltos.
En 2005, coprotagonizó junto a Queen Latifah Beauty Shop, una remake de la película BarberShop, en la cual interpretó a una estilista de un salón de belleza.
Ese año también realizó la película Silence Becomes You, la cual fue directamente lanzada en DVD. La película más reciente de Silverstone, Stormbreaker, fue estrenada en el Reino Unido el 21 de julio de 2006, y en Norteamérica el 13 de octubre de 2006. Sus coprotagonistas fueron Ewan McGregor y Sophie Okonedo. En noviembre de 2006, protagonizó la película para televisión Candles on Bay Street para Hallmark Hall of Fame, basada en el libro de Cathie Pelletier. Actualmente está filmando un piloto para ABC junto con Megan Mullally llamado Bad Mother's Handbook.
Alicia ganó muchos premios por sus actuaciones en el cine, incluyendo MTV Movie Awards, National Board of Review, Young Artist Awards, etc. También fue nominada para los Premios Emmy y los Premios Globo de Oro. Durante su carrera, rechazó varios papeles protagónicos, incluyendo el de Dede Truitt en The Opposite of Sex, Nicole en My Father the Hero, un papel de Scream 3 y Julieta Capuleto en Romeo + Juliet. También fue preseleccionada para papeles en las películas Scream 2, Bewitched, Little Women y Heartbreakers.

## Vida personal

### Familia
Silverstone tiene dos hermanos mayores, una medio hermana del matrimonio anterior de su padre, Kezi Silverstone, y un hermano, David Silverstone. Se casó con su novio de toda la vida, el músico de rock Christopher Jarecki, en una ceremonia frente al mar en Lake Tahoe el 11 de junio de 2005. Después de conocerse frente a un cine en 1997, la pareja salió durante ocho años antes de casarse. Se comprometieron aproximadamente un año antes de casarse, y Jarecki le regaló a Silverstone un anillo de compromiso que había pertenecido a su abuela. Vivían en una casa ecológica en Los Ángeles, con paneles solares y un huerto orgánico. Silverstone compró la casa, compartida con una "colección de perros rescatados", en 1996. La pareja se separó en febrero de 2018. En mayo de 2018, la pareja solicitó el divorcio.
El 5 de mayo de 2011, Silverstone dio a luz a un niño llamado Bear Blu Jarecki.

### Activismo
Silverstone se destaca por ser una activista de los derechos de los animales y medioambiental. Se hizo vegana en 1998 después de asistir a una reunión de derechos de los animales, diciendo que "me di cuenta de que yo era el problema […] yo era una amante de los animales, que estaba comiendo animales." Ha declarado que luchó contra el vegetarianismo en la infancia, afirmando que "a los ocho años es difícil seguir con sus armas, y así a través de los años siempre he comenzado y dejado de tratar de ser vegetariana."

## Filmografía

### Cine
| Año  | Título                              | Rol                     |
| ---- | ----------------------------------- | ----------------------- |
| 1993 | The Crush                           | Darian/Adrian Forrester |
| 1995 | Le Nouveau Monde (New World)        | Trudy Wadd              |
| 1995 | Hideaway                            | Regina Harrison         |
| 1995 | Clueless                            | Cher Horowitz           |
| 1995 | The Babysitter                      | Jennifer                |
| 1996 | True Crime                          | Mary Giordano           |
| 1997 | Batman y Robin                      | Batgirl/Barbara Wilson  |
| 1997 | Excess Baggage                      | Emily Hope              |
| 1999 | Blast from the Past                 | Eve Rustikoff           |
| 2000 | Love's Labour's Lost                | The Princess of France  |
| 2002 | Global Heresy                       | Natalie "Nat" Bevin     |
| 2003 | Scorched                            | Sheila Rio              |
| 2004 | Scooby-Doo 2: Monsters Unleashed    | Heather Jasper Howe     |
| 2005 | Beauty Shop                         | Lynn                    |
| 2005 | Silence Becomes You                 | Violet                  |
| 2006 | Alex Rider: Operation Stormbreaker  | Jack Starbright         |
| 2008 | Tropic Thunder                      | Ella misma              |
| 2011 | The Art of Getting By               | Sra. Herman             |
| 2011 | Butter                              | Jill Emmet              |
| 2012 | Vamps                               | Goody                   |
| 2013 | Ass Backwards                       | Laurel                  |
| 2013 | Gods Behaving Badly                 | Kate                    |
| 2014 | Angels in Stardust                  | Tammy                   |
| 2015 | Jungle Shuffle                      | Sacha (voz)             |
| 2015 | The Nutcracker Sweet                | Marie (voz)             |
| 2016 | King Cobra                          | Janette                 |
| 2016 | Space Dogs Adventure to the Moon    | Belka (voz)             |
| 2016 | Catfight                            | Lisa                    |
| 2016 | Who Gets the Dog?                   | Olive Greene            |
| 2017 | Diary of a Wimpy Kid: The Long Haul | Susan Heffley           |
| 2017 | Tribes Of Palos Verdes              | Ava                     |
| 2017 | The Killing of a Sacred Deer        | Mrs. Lang               |
| 2018 | Book Club                           | Jill                    |
| 2019 | The Lodge                           | Laura Hall              |
| 2020 | Bad Therapy                         | Susan Howard            |
| 2020 | Sister of the Groom                 | Audrey                  |
| 2022 | Last Survivors                      | Henrietta               |
| 2022 | The Requin                          | Jaelyn                  |
| 2022 | Senior Year                         | Deanna Russo            |
| 2023 | Reptiles                            | Judy Nichols            |

### Televisión
| Año         | Título                           | Rol                              | Notas                                                                |
| ----------- | -------------------------------- | -------------------------------- | -------------------------------------------------------------------- |
| 1992        | The Wonder Years                 | Jessica Thomas                   | Episodio: "Road Test"                                                |
| 1993        | Torch Song                       | Delphine                         |                                                                      |
| 1993        | Scattered Dreams                 | Phyllis Messenger                |                                                                      |
| 1994        | Cool and the Crazy               | Roslyn                           |                                                                      |
| 1994        | Rebel Highway                    | Roslyn                           | Episodio: "Cool and the Crazy"                                       |
| 1998        | Wildlife Vet                     | ella misma                       | Documental                                                           |
| 2000–01     | Baby Felix & Friends             | Esmeralda (Voz)                  |                                                                      |
| 2001–03     | Braceface                        | Sharon Spitz (Voz)               | Rol protagónico (temporada 1 & 2); also executive producer           |
| 2003        | Miss Match                       | Kate Fox                         | Rol protagónico                                                      |
| 2005        | Queen B                          | Beatrice "Bea"                   | Fox piloto fallido; productora ejecutiva                             |
| 2006        | Candles on Bay Street            | Dee Dee Michaud                  |                                                                      |
| 2006        | Pink Collar                      | Hayden Flynn                     | Piloto fallido de ABC                                                |
| 2007        | The Singles Table                | Georgia                          | Piloto fallido de NBC                                                |
| 2008        | The Bad Mother's Handbook        | Karen                            | Piloto fallido                                                       |
| 2011        | Childrens Hospital               | Kelly                            | Episodio: "Munch by Proxy"                                           |
| 2012        | Suburgatory                      | Eden                             | 4 episodios                                                          |
| 2013        | HR                               | Ellen                            | Piloto fallido de Lifetime                                           |
| 2015        | Making a Scene with James Franco | Charlotte / Marcy D'Arcy / Janet | Episodios: "Breaking Sex", "Murdered with Children", "One's Company" |
| 2017        | Jeff & Some Aliens               | Alison (voz)                     |                                                                      |
| 2017        | American Woman                   | Bonnie Nolan                     | Rol protagónico                                                      |
| 2020 - 2021 | The Babysitters Club             | Elizabeth Thomas Brewer          |                                                                      |
| 2022        | American Horror Stories          | Erin                             | Episodio: "Lake"                                                     |

## Premios y nominaciones
Fue galardonada con el premio Heart Of Green en 2009, que "reconoce a las personas, organizaciones o empresas que han ayudado a la ecología en general." En 2010, el Comité de Médicos por la Medicina Responsable le otorgó un Premio a la Voice Of Compassion por "centrar la atención en los poderosos beneficios para la salud de una dieta vegana."
| Año  | Premio                          | Categoría                                                                | Trabajo        | Resultado |
| ---- | ------------------------------- | ------------------------------------------------------------------------ | -------------- | --------- |
| 1994 | MTV Movie Awards                | Mejor villana                                                            | The Crush      | Ganadora  |
| 1994 | MTV Movie Awards                | Mejor interpretación innovador                                           | The Crush      | Ganadora  |
| 1994 | MTV Movie Awards                | Most Desirable Female                                                    | The Crush      | Nominada  |
| 1994 | Young Artist Awards             | Mejor actriz principal joven en Drama                                    | The Crush      | Nominada  |
| 1996 | American Comedy Awards          | Actriz más divertida en una película                                     | Clueless       | Ganadora  |
| 1996 | Blockbuster Entertainment Award | Mejor actriz recién llegada                                              | Clueless       | Ganadora  |
| 1996 | Kids' Choice Awards             | Actriz favorita en una película                                          | Clueless       | Nominada  |
| 1996 | MTV Movie Awards                | Mejor actuación femenina                                                 | Clueless       | Ganadora  |
| 1996 | MTV Movie Awards                | La mujer más deseable                                                    | Clueless       | Ganadora  |
| 1996 | MTV Movie Awards                | Mejor actuación cómica                                                   | Clueless       | Nominada  |
| 1996 | National Board of Review        | Mejor intérprete innovador                                               | Clueless       | Ganadora  |
| 1996 | Young Artist Awards             | Mejor actriz principal joven en una película                             | Clueless       | Nominada  |
| 1998 | Blockbuster Entertainment Award | Favorite Supporting Actress, Sci-Fi                                      | Batman & Robin | Nominada  |
| 1998 | Golden Raspberry Awards         | Peor actriz de reparto                                                   | Batman & Robin | Ganadora  |
| 1998 | Kids' Choice Awards             | Favorite Movie Actress                                                   | Batman & Robin | Ganadora  |
| 2002 | Daytime Emmy Awards             | Outstanding Performer In An Animated Program                             | Braceface      | Nominada  |
| 2004 | Genesis Awards                  | Children's TV Series                                                     | Braceface      | Nominada  |
| 2004 | Golden Globe Awards             | Best Performance by an Actress in a Television Series, Musical or Comedy | Miss Match     | Nominada  |
| 2004 | Satellite Awards                | Best Actress, Musical or Comedy Series                                   | Miss Match     | Nominada  |